# RiPPs
RiPPs (Ribosomally synthesized and post-translationally modified peptides; リボソーム翻訳系翻訳後修飾ペプチド) はリボソーム翻訳系のペプチドを基にした天然物の総称であり、リボソーム系天然物 (Ribosomal natural products)とも呼ばれる。20以上の亜種に分けられるRiPPsは、真核生物、真正細菌、古細菌など様々な生物によって生合成され、広範囲な生化学的特徴を有する。
アルカロイドやテルペノイドのような天然物に比べて、RiPPsは遺伝情報から化学構造を予測しやすいため、ゲノム内の塩基配列からその存在や構造を早く正確に予測することができる。そのため、ここ数十年の科学技術の進歩によってゲノム解析が安価になりゲノムデータが増えていくにしたがって、新たな生物活性天然物のターゲットとしてRiPPsへの注目度は上昇し続けている。

## 定義
RiPPsは、リボソームによって合成され翻訳後修飾を受けたペプチドと定義される。このようなリボソームによる翻訳と翻訳後修飾の組み合わせを非リボソームペプチド合成（Nonribosomal peptide synthesis; NRPS）になぞらえてリボソーム翻訳後ペプチド合成 (Post-ribosomal peptide synthesis; PRPS) と呼ぶ。
RiPPsの亜種はこれまで、それぞれ別々に分類分けされ統一された命名をされていなかった。しかし近年になって、これらが共通した生合成経路によって合成されていることが分かると、Post-ribosomal peptidesやRibosomal natural products、Ribosomal peptidesなどと呼ばれるようになったが依然として統一されてはいなかった。そこで2013年に多くの研究者の合意により学術的命名法が確立され、これらの天然物はRiPPs（Ribosomally synthesized and post-translationally modified peptides）と名づけられた。

## 普及と応用
RiPPsはアルカロイド・テルペノイド・非リボソームペプチド・ポリケチドなどに並ぶ、天然物の主要なスーパーファミリーの1つに数えられる。特徴として分子量の大きさが上げられ1,000Daを超えるものが多い。上記のようにゲノムからその存在を推測することが容易であるため新たな天然物が多く発見されており、有機化学的な修飾も比較的容易であるとみられている。そのため創薬分野での研究が進んでいる。RiPPsはリボソームによって合成されるペプチドであるが、分子量や不溶性の高さから、抗体薬のようなバイオロジックではなく低分子化合物として扱われる。
RiPPsは生物活性の広範囲さから様々な用途で利用されている。ナイシンは保存料として、チオストレプトンはグラム陰性菌に対する抗生物質として、ノシヘプチドやズラマイシンは飼料添加物として、ファロイジンはアクチンへの高い親和性から顕微鏡法においての染料として、アナンチンは心房性ナトリウム利尿ペプチド受容体の阻害剤として利用されている。
RiPPsやその誘導体には臨床試験が行われているものもある。チオペプチドGE2270-Aの誘導体であるLFF571は、クロストリジウム・ディフィシレに因る偽膜性大腸炎治療薬において利用される抗生物質バンコマイシンの代替として、安全性や有効性を試験するフェーズ2まで完了している。同じ疾病に利用されるランチビオティクスの一種であるアクタガルディンの誘導体であるNVB302も臨床試験を受け、フェーズ1が完了している。ヅラマイシンは嚢胞性線維症治療薬としてフェーズ2まで完了している。
生物活性なRiPPsには他に以下のようなものが含まれる。抗生物質であるシクロチアゾマイシンやボトロマイシン、極狭スペクトルなプランタゾリシン、細胞毒となるパテラミドA、化膿レンサ球菌の生成する病原性因子であるストレプトライシンS。またサイログロブリンを基とした生化学合成経路から、甲状腺ホルモンもRiPPsの1つとして数えられる。

## 生合成
RiPPsは共通した生合成経路によって特徴付けられる。すなわち、リボソームによって翻訳されたペプチドが様々な酵素によって化学修飾されることで、最終的な天然物が生成される。

### 共通生合成経路

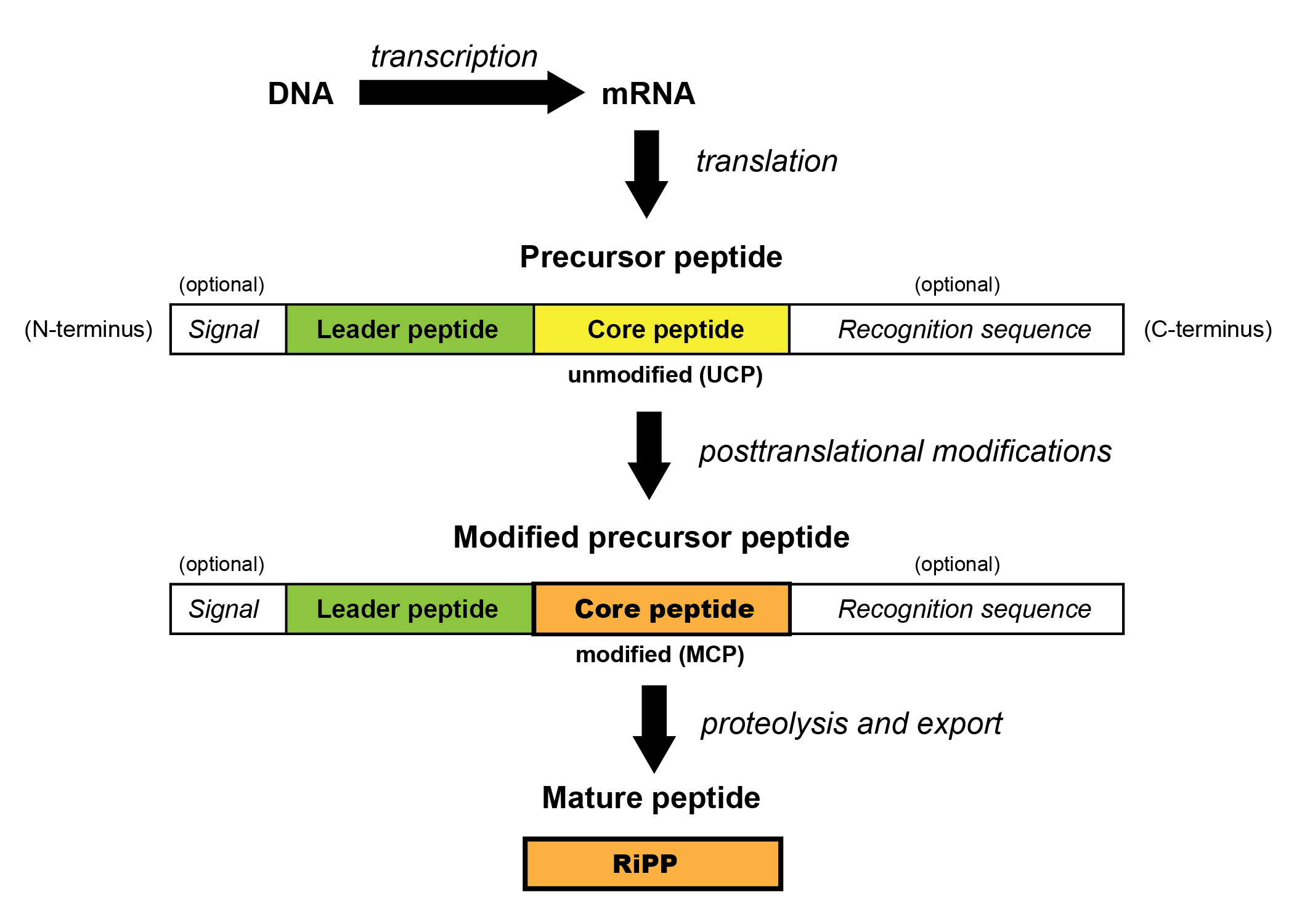
RiPPsの一般的な生合成経路.

全てのRiPPsの生合成経路ではまず、リボソームによって前駆体ペプチド (precursor peptide)と呼ばれる、リーダーペプチド (leader peptide)とそれに続くコアペプチド (core peptide)を含む20〜110鎖ほどのペプチドが合成される。リーダーペプチドは通常、最終生成物の元となるコアペプチドへの化学修飾を行う酵素が修飾部位を識別するため、また細胞内の輸送に必要とされる。RiPPsによってはコアペプチドに続き識別配列 (recognition sequence)が合成され、ペプチドの切断や閉環反応に利用される。また真核生物で見られるRiPPsには、リーダーペプチドの前部に、細胞内の輸送を助ける働きのあるシグナル部位が合成されることもある。
生成された前駆体ペプチドの無修飾コアペプチド (unmodified core peptide; UCP)上では、脱水反応（ランチペプチド類やチオペプチド類など）、脱水環化反応（チオペプチド類など）、プレニル化（シアノバクチン類など）、閉環反応（ラッソペプチド類など）など様々な修飾が酵素によって起こされ、修飾コアペプチド (modified core peptide; MCP)となる。その後、前駆ペプチドの修飾コアペプチド以外の部位はタンパク質分解酵素により切断され、生物活性な天然物であるRiPPsが最終的に生成される。

### 命名について
RiPPs研究者の合意により命名された上記のペプチドは、それ以前には研究者によっては以下のように記述されることもあった。
- Precursor peptide
  - Prepeptide, prepropeptide, structural peptideなど
- Leader peptide
  - Propeptide, pro-region, intervening regionなど
- Core peptide
  - Propeptide, structural peptide, toxin regionなど